# 교고쿠 다카쓰구
교고쿠 다카쓰구(일본어: 京極高次, 에이로쿠 6년(1563년) ~ 게이초 14년 음력 5월 3일(1609년 6월 4일))는 센고쿠 시대부터 에도 시대 초기의 무장, 다이묘이다. 오미 오쓰성주, 와카사 오바마번의 초대 번주.

## 인물
교고쿠씨는 기타오미의 슈고로 본래는 아자이씨의 주가에 해당하지만, 신하 아자이씨의 하극상으로 크게 쇠약해져 있었고 다카쓰구는 그 비호 하에 아자이의 거성내에서 태어났다. 후에 누이동생(혹은 누나) 다쓰코(마쓰노마루도노)가 도요토미 히데요시의 후궁이 되어 요도도노의 여동생인 하쓰(조코인常高院)을 정실로 삼았다. 그래서 이 여자들의 후광으로 출세했다고 해서 사람들이 반딧불이 다이묘라고 쑥덕거렸다. 그러나 결코 무능한 인물이 아니며, 오쓰성 전투에서는, 거성인 오쓰성에 틀어박혀 1만 명이 넘는 서군의 군세를 막아, 세키가하라 전투의 주전장으로 향하게 하지 않았다. 전후, 그 공으로 와카사 일국을 주어 구니모치 다이묘가 되었고, 동생 다카토모와 함께 교고쿠 가문을 재건하여 근세 다이묘의 초석을 다졌다.

## 생애
에이로쿠 6년(1563년), 교고쿠 다카요시와 교고쿠 마리아(아자이 히사마사의 딸. 아자이 나가마사의 누나)의 장남으로서 아자이씨의 거성인 오미국의 오다니성 교고쿠 마루에서 태어난다. 아명은 소법사(小法師)라고 했다.
겐키 원년(1580년), 아버지 다카요시의 인질로서 기후의 오다 노부나가에게 보내졌다. 다카요시는 노부나가의 군세 초청에 대해 조헤이지성에 정거면요하여 응하지 않고 대신 적자를 보내 딴 마음이 없음을 나타냈던 것이다.
다카쓰구가 인질 생활을 하고 있을 무렵 교고쿠 다카요시·마리아 부부는 세례를 받았다. 아즈치성 아래 세미나리요에서 설교를 40일 동안 계속해서 듣고 세례를 받았다고 한다. 이때 노부나가를 모시던 '열한두 살의 어린 아들' 즉, 다카쓰구도 세례를 받을 예정이었으나 연기되었다. 수세 후 얼마 되지 않아 다카요시가 급사하고 기리시탄이 된 것이 신불의 벌을 자초했다는 두려움 때문이었다. 관례 후는 다카쓰구라고 이름을 붙여 그대로 노부나가를 섬겼다.
다카쓰구는 다카쓰구의 여동생 다쓰코의 남편 다케다 모토아키와 함께 혼노지의 노부나가를 습격한 아케치 미쓰히데 편에 서 덴쇼 10년(1582) 6월, 나가하마성에 출진했다. 이 때문에 도요토미 히데요시의 추포를 받는 신세가 되어, 외삼촌 아자이 나가마사의 아내, 오이치가 재가한 시바타 가쓰이에에게 도망쳤지만, 이듬해, 가쓰이에는 시즈가타케 전투에서 히데요시에게 멸망당했다.

### 다이묘로 가는 길
히데요시의 후궁이 된 여동생 다쓰코의 탄원 등에 의해 다카쓰구는 용서받아 히데요시를 섬기게 되었고, 덴쇼 12년(1584년)에 오미국 다카시군 2,500석을 수여받았다. 다음해에는 5,000 석으로 가증되었다. 또한 같은 해 규슈 평정에서의 공으로 1만 석에 가증되었고, 오미조성도 부여되어 다이묘가 되었다. 덴쇼 15년(1587년), 교고쿠가의 구가신인 아자이 가문의 딸 하쓰(아버지는 아자이 나가마사)를 정실로 한다. 다카쓰구와 하쓰는 내외형제 간이었다.
덴쇼 18년(1590년), 오다와라 정벌의 공으로 오미하치만 산성 2만 8,000석이 되었고, 이듬해 도요토미 히데쓰구가 간파쿠에 취임하자 종5위 시모시종에 임명되었다.

### 오미의 다이묘
임진왜란 4년(1595년)에는 오미 오쓰성 6만 석으로 가증되어 종4위 사콘노에소조에도 임명되었다. 오쓰성은 아케치 미쓰히데의 사카모토 성의 후계로서 히데요시의 친족인 아사노 나가마사가 쌓은 성이며, 시가군에 있는 남서 오미의 요충지였다. 이듬해 하시바의 묘자(성씨) 공칭도 허용되고 도요토미 성을 하사받아 종3위 산기(재상)에 임명된다.
이 무렵의 다카쓰구의 출세는 자신의 공이 아니라 여동생과 아내의 뒷덜미(규벌)에 의지했다고 해 다카쓰구는 반딧불이 다이묘(かれた大名)이라고 뒷말이 나왔다. 그러나 오미국 지배를 원활히 진행시키고 싶은 도요토미 가문은, 하시바 가문의 초창지인 기타오미에서 아자이 가문 이전에 대대로 슈고 다이묘였던 교고쿠 가문의 명망을 이용하는 목적이 있었다.

### 오쓰 농성전
히데요시가 죽은 뒤인 게이초 5년(1600년), 도쿠가와 이에야스와 이시다 미쓰나리의 대립이 심화되고 있었다. 그러던 중 아이즈의 우에스기 가게카쓰를 치기 위해 오사카를 떠난 이에야스는 다음 날인 6월 18일에 오쓰성에 들러 다카쓰구는 이에야스로부터 우에스기 정벌 사이의 일을 부탁받고 동생인 교고쿠 다카토모와 가신 야마다 오이를 이에야스에게 동반하게 했다. 그러나 미쓰나리도 이에야스를 무찌르도록 여러 다이묘를 권유하였고, 다카쓰구는 우지이에 유키히로와 구쓰키 모토쓰나로부터 미쓰나리의 서군에 속할 것을 요구받았다. 이에야스의 동군으로부터도 거듭된 서한에 따라 오쓰성의 견수를 부탁받았다. 다카쓰구는 오쓰성의 수비가 미약하여 일단 서군에 속하기로 결정하고, 오사카에 적자 구마로(교고쿠 다다타카)를 인질로 보내어 오쓰성을 방문한 미쓰나리를 면회한다. 그러나 세키가하라에의 출진에 대비하면서, 서군의 동향을 동군에 전한다. 다만, 미쿠리야 요시미치은 이러한 다카쓰구의 행동은 집안의 친서군파에 대한 배려나 만일의 교고쿠가의 생존을 위한 책이며, 일관해서 동군 편으로서 행동하고 있었다고 해석해야 한다고 하고 있다. 또한 동군 장군들 사이에서는 다카쓰구가 동군에 소속되어 있다는 사실은 7월 단계에서 널리 알려져 있었지만, 이시다 미쓰나리 등 서군 제장은 다카쓰구와 도요토미 일문과의 관계에서 서군에 참가한다고 생각해 다카쓰구가 농성을 시작할 때까지 동군에 붙어 있었다는 사실을 깨닫지 못하고 있었다.
9월 1일, 다카쓰구는 서군과 함께 오쓰성을 떠나, 2일에는 에치젠의 히가시노에 이르는데, 여기서 해진을 거쳐 배로 오쓰성으로 돌아간다. 3일 성에 군사를 모아 군량을 들여와 농성하고 서군을 제압하겠다는 뜻을 이에야스의 중신인 이가 나오마사에게 전한다. 다카쓰구의 행동은 즉 오사카로 전해져 성 가까이의 오사카세키에 있던 모리 모토야스(서군 총수 모리 데루모토의 숙부) 군이 오쓰의 마을로 진입했다.
여기에 다치바나 무네시게가 가세한다. 7일, 서군의 공격수는 1만 5,000명에서 3만 7,000명이라고도 불리는 수로 늘었고, 대포가 발사된다. 11일밤, 가신 야마다 오이, 아카오 이즈노카미 등은 공격하는 측에 야습을 걸어 전과를 얻지만, 12일에 해자는 메워져 13일에는 총공격을 받아 다카쓰구 자신도 응전하지만 2군데에 창상을 입어 산노마루, 이어서 니노마루가 떨어진다. 14일 화평 사신이 왔지만 다카쓰구는 거부했다. 그러나 기타노만도코로의 사자 고조스가 왔고 노신 구로다 이요의 설득도 있었으며, 고야산의 승려 모쿠지키 오고의 중개하에 밤이 되어서야 항복하였다. 최종적으로 오쓰성의 함락은 군사력에 의한 제압이 아니라 오사카성의 사신 설득에 다카쓰구가 응해 항복, 개성했다고 할 수 있다. 다카쓰구는 목숨을 건져 고야산에 올라 출가하게 되었다.
15일 아침에는 성 근처 원정사에서 삭발하고 70여명의 군사와 함께 우지로 떠난 뒤 고야산으로 들어갔다. 한편, 개성 그날 세키가하라 전투가 일어나 서군의 패배가 되었다. 결국 다카쓰구의 농성으로 발이 묶인 모리 모토야스 및 다치바나 무네시게 등의 군세는 이동에 시간이 걸려 세키가하라에 참진할 수 없었다.

### 와카사국주
세키가하라 전투 후, 도쿠가와 이에야스는 서군의 군세를 오쓰로 끌어들여 세키가하라로 향하게 하지 않은 다카쓰구의 공적을 높게 평가했다. 다카쓰구는 이이 나오마사의 사자를 통해 조속히 고야산을 내려오라는 전언을 들었다. 처음에 다카쓰구는 이를 거절했으나, 다시 야마오카 도아미가 찾아오고, 여기에 동생 다카토모도 가세한 설득을 받아 하산했다. 다카쓰구는 오사카에서 이에야스를 만나 와카사 일국 8만 5,000석으로 가증 전봉되어 노치세 산성에 들어간다. 게이초 5년 10월에 오바마에 들어가, 다음 해에는 오미국 다카시마군 중 7,100석이 가증된다.
오사카 전투를 앞둔 도쿠가와 이에야스의 목숨으로 다카쓰구는 새로 동해와 기타가와와 남천에 둘러싸인 운핀 땅에 니조성과 비슷한 오바마성(小浜城)을 쌓기 시작했다. 또 노치세 산의 기슭에 남은 성터와 무가의 저택을 마치야로 삼아 거리를 정비하고 새로운 블록을 마련하는 등 오바마시의 성시를 정비했다.
이에야스의 신임도 두터웠던지 다음과 같은 서신을 받았다.
```
御折紙
　殊に生鮭到来祝着之至に候、将又其国之儀雖小国候、爰元手寄に候間、先進上候處、
　御気に入御有付之由承候、左様候得者、弥令満足候、猶井伊兵部少輔可申候、
　恐々謹言
　十月十四日　　　　　　　　　　　家康
　京極宰相殿
```

예수회의 〈1601년도 일본연보〉에는, 다카쓰구와 정실 하쓰가 세례받았다는 기사가 있다. 1601년 10월에서 1603년 2월까지의 사건을 보고한 〈1602년도 일본연보〉에는 '올해, 우리들의 큰 기쁨과 함께, 교고쿠 마리아 Qeogocu Maria의 아들, 와카사도노 사이쇼도노 Saixodono가 기리시탄이 되었다. 이 일본의 기독교계는, 오랫동안 없던 평화를 지니고 있으며, 이 (와카사)국에도 또 그 형제 키리시탄 슈리도노 Xuridono가 다스리는 단고에도, 큰 기독교계가 만들어져, 하느님의 법이 크게 선포될 수 있도록'이라 해 다카쓰구의 세례를 아우 다카토모의 상태와 함께 명기하고 있다.
이에야스는 게이초 7년(1602년) 9월 루손 총독에게 보낸 주인장에서, 외국인이 외국의 법(기독교의 법)을 들여오는 것을 금지했고, 국내에서도 귀인의 입교 금지를 단언했다. 그러나 동시기 이에야스는 선교사가 끼일 필요가 있는 루손 무역에 몰두하고 있어서, 귀인의 입교 금지령은 엄격히 지켜지지 않았다.
게이초 14년(1609년) 5월에 47세의 나이로 사망해, 장남 다다타카가 뒤를 이었다. 고야산 안쪽 원에는 오쓰성에서 전사한 22명의 가신을 공양하는 비석이 게이초 5년 9월 13일로 날짜와 함께 남아 있다.
| 전임 교고쿠 다카요시 | 제17대 교고쿠가 당주 1581년 ~ 1609년 | 후임 교고쿠 다다타카 |

|  | 제1대 오바마번 번주 (교고쿠가) 1600년 ~ 1609년 | 후임 교고쿠 다다타카 |

1. ↑  역주 - 궁내성(현대 일본 궁내청의 전신)의 한 기관인 오이료에서 유래한 일본 인명.
2. ↑  역주 - 우지이에는 여동생 쇼운인의 남편, 구쓰키는 여동생 막달레나의 시아버지다.